# Florentine Steenberghe
Florentine Pauline Frederique Steenberghe (* 11. November 1967 in Utrecht) ist eine ehemalige niederländische Hockeyspielerin. Sie gewann mit der niederländischen Nationalmannschaft die olympische Bronzemedaille 1996. Zuvor war sie 1990 Weltmeisterin und 1995 Europameisterin.

## Sportliche Karriere
Florentine Steenberghe bestritt insgesamt 114 Länderspiele, in denen sie fünf Tore erzielte.
Die 1,68 m große Mittelfeldspielerin debütierte im August 1989 in der niederländischen Auswahl. Bei der Weltmeisterschaft 1990 in Sydney war Steenberghe in sechs von sieben Spielen dabei. Die Niederländerinnen erhielten in Vorrunde und Halbfinale keinen Gegentreffer. Erst im Finale erzielte Australien ein Tor, die Niederländerinnen gewannen das Finale mit 3:1. Ein Jahr später bei der Europameisterschaft 1991 in Brüssel verloren die Niederländerinnen in der Vorrunde mit 1:3 gegen die deutsche Mannschaft. Im Halbfinale unterlagen die Niederländerinnen dem englischen Team im Siebenmeterschießen. Im Spiel um die Bronzemedaille gewann die letztmals antretende Mannschaft aus der Sowjetunion mit 3:2, in diesem Spiel erzielte Steenberghe den zweiten Treffer für ihre Mannschaft. Beim olympischen Hockeyturnier 1992 in Barcelona stand Steenberghe in allen fünf Spielen auf dem Platz, beim 2:0-Sieg gegen Kanada erzielte sie einen Treffer. Die Niederländerinnen belegten 1992 den sechsten Platz.
1994 bei der Weltmeisterschaft in Dublin belegten die Niederländerinnen in der Vorrunde nur den dritten Platz, am Ende erreichten sie wie 1992 den sechsten Rang. 1995 waren die Niederlande in Amstelveen Gastgeber der Europameisterschaft. In der Vorrunde gelangen den niederländischen Damen fünf Siege in fünf Spielen bei einem Torverhältnis von 24:0. Die Niederländerinnen erreichten das Finale mit einem 2:1-Halbfinalsieg über die Deutschen und bezwangen im Finale die spanische Mannschaft im Siebenmeterschießen. Beim olympischen Hockeyturnier 1996 in Atlanta belegten die Niederländerinnen nach der Vorrunde den vierten Platz hinter den punktgleichen Britinnen. Im Spiel um Bronze zwischen diesen beiden Mannschaften siegten die Niederländerinnen im Siebenmeterschießen. Steenberghe war in allen acht Partien dabei, beim Siebenmeterschießen musste sie nicht antreten. Das Spiel um Bronze war ihr letztes Länderspiel.
Steenberghe spielte bei Oranje Zwart, VMH&CC MOP und HGC Wassenaar.